# Karya Bakti (Kampar Kiri Tengah)
Karya Bakti is een bestuurslaag in het regentschap Kampar van de provincie Riau, Indonesië. Karya Bakti telt 1683 inwoners (volkstelling 2010).